# Marian Nowicki

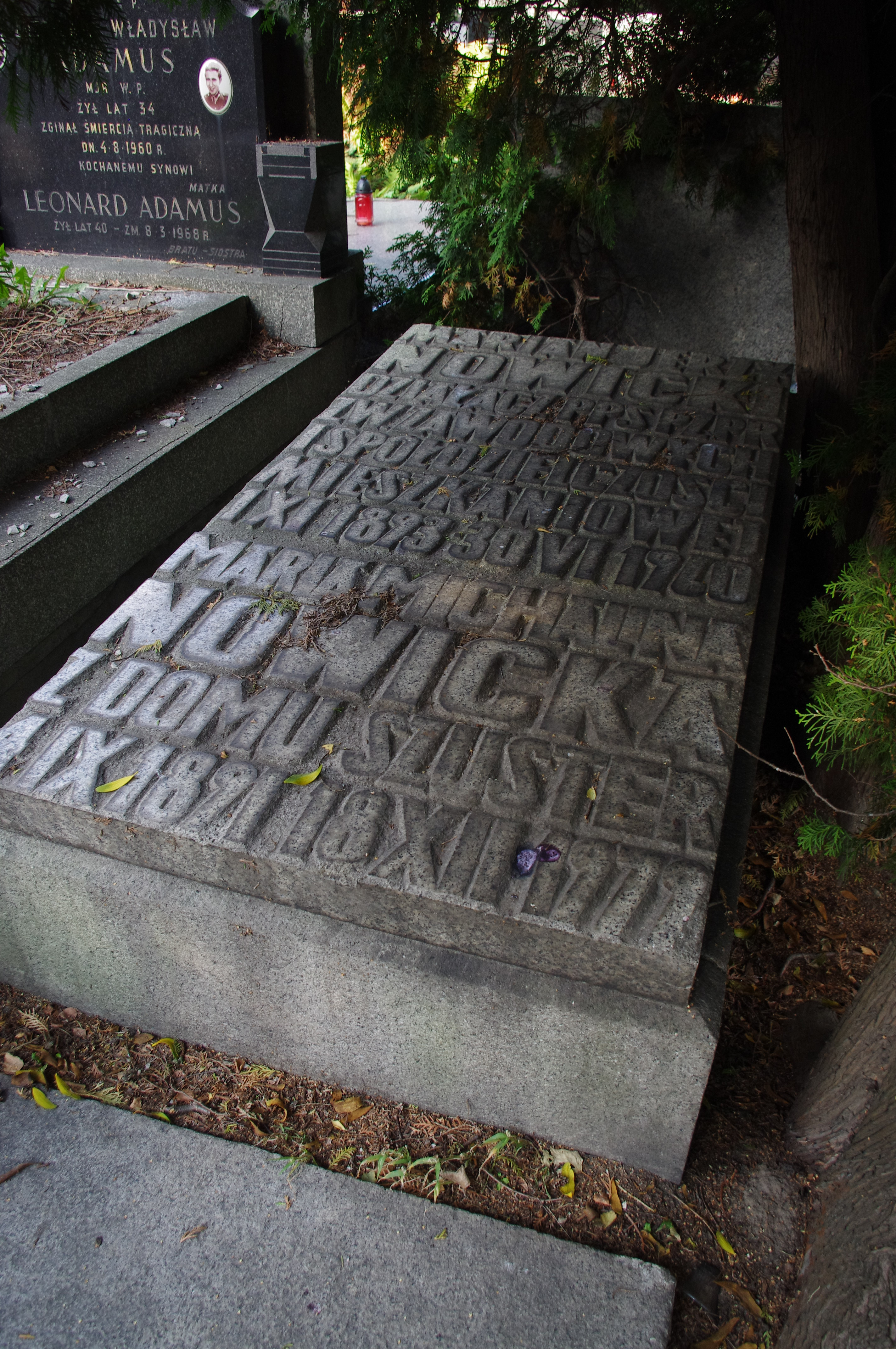
Grób Mariana Nowickiego na cmentarzu Wojskowym na Powązkach

Marian Jerzy Nowicki (ur. 1 listopada 1893 w Modelu, zm. 1 lipca 1960 w Warszawie) – działacz socjalistyczny i spółdzielczy. Poseł Związku Parlamentarnego Polskich Socjalistów na Sejm w latach 1928–1935 oraz poseł do Krajowej Rady Narodowej i na Sejm Ustawodawczy w okresie 1946–1952.

## Życiorys
Był synem Edwarda, inżyniera chemika, członka I Proletariatu i Polskiej Partii Socjalistycznej, oraz Ludgardy, z domu Wilkońskiej. Uczył się w gimnazjach w Piotrkowie Trybunalskim i Warszawie. Był uczestnikiem strajku szkolnego w 1905, członkiem Związku Młodzieży Postępowo-Niepodległościowej (w 1913 skarbnik okręgu warszawskiego). Od 1911 był członkiem PPS-Frakcji Rewolucyjnej, następnie PPS-Opozycji w Piotrkowie. 
Aresztowany w 1912, zwolniony za kaucją, w 1913 wyjechał na krótko do Łodzi, ponownie aresztowany w czerwcu 1914 w Warszawie. Wywieziony został do twierdzy w Orle. Uwolniła go rewolucja lutowa w 1917. Należał do kierownictwa Zjednoczenia Socjalistycznego Polskiego w Charkowie, a po jego rozwiązaniu do PPS. Współuczestniczył w tworzeniu Rad w Gorłowce w obwodzie jekatierinosławskim, był zastępcą przewodniczącego Rady Delegatów Robotniczych, kierownikiem wydziału propagandy i przewodniczącym komitetu Czerwonej Gwardii w Gorłowce.
Od wiosny 1918 pracował w Archiwum Rewolucji w Moskwie oraz w Komitecie Moskiewskim PPS. Powrócił do kraju jesienią 1918. W 1920 uczestniczył w II powstaniu śląskim.
Przed 1939 należał do wybitnych działaczy PPS, był sekretarzem Związku Zawodowego Robotników Rolnych, redaktorem dwutygodnika PPS „Chłopska Prawda” i autorem programu rolnego PPS. Był członkiem Rady Naczelnej PPS od 1921 do 1939. W wyborach parlamentarnych w 1928 uzyskał mandat z listy nr 2 (PPS) w okręgu wyborczym nr 15 (Konin). W wyborach parlamentarnych w 1930 zdobył mandat z listy nr 7 (Centrolew) w tym samym okręgu wyborczym.
Od 1932 był prezesem Warszawskiej Spółdzielni Mieszkaniowej. Od 1938 pełnił mandat radnego Warszawy z listy PPS. Uczestnik kongresów Międzynarodowego Związku Robotników Rolnych. W 1937 współorganizator Pierwszego Polskiego Kongresu Mieszkaniowego.
W czasie wojny należał do PPS-WRN. Po powstaniu warszawskim uczestniczył w ratowaniu mienia i archiwów warszawskich instytucji spółdzielczych w ramach tzw. akcji pruszkowskiej. W 1945 wraz z Zygmuntem Żuławskim był inicjatorem powołania niezależnej od „lubelskiej” PPS PPSD. W wyniku porozumienia 31 marca 1946 został dokooptowany wraz z Zygmuntem Żuławskim i innymi działaczami, do Rady Naczelnej „lubelskiej” PPS.
Pełnił w niej funkcję zastępcy przewodniczącego. Od 1946 był również posłem do KRN, a następnie na Sejm Ustawodawczy. W latach 1947–1952 był działaczem spółdzielczości mieszkaniowej, a od 1956 członkiem Komisji Gospodarki Komunalnej i Budownictwa przy KC PZPR. Od 1947 do 1952 radny Stołecznej Rady Narodowej.
W latach 1950–1954 członek Rady Nadzorczej Warszawskiej Spółdzielni Mieszkaniowej oraz prezes Centralnego Zarządu Budownictwa Miast i Osiedli Zakładu Osiedli Robotniczych, od 1956 do 1960 prezes Zarządu Centralnego Związku Spółdzielni Budownictwa Mieszkaniowego. Na I Krajowym Zjeździe Delegatów Spółdzielni Mieszkaniowych w grudniu 1956 powołany na przewodniczącego Związku Spółdzielni Mieszkaniowych. 
Pochowany na cmentarzu Wojskowym na Powązkach w Warszawie (kwatera IIB28-8-1).

## Życie prywatne
Jego żoną była Maria Michalina, z domu Szuster, z którą miał syna Jacka Nowickiego, architekta zasłużonego m.in. dla Warszawskiej Spółdzielni Mieszkaniowej. Jego bratankiem był filozof Andrzej Nowicki.

## Ordery i odznaczenia
- Krzyż Komandorski Orderu Odrodzenia Polski
- Krzyż Kawalerski Orderu Odrodzenia Polski (18 lipca 1946)[3]